# Spoorlijn 301 (Tsjechië)
Spoorlijn 301 (ook bekend onder de naam Železniční trať Nezamyslice – Olomouc, wat Spoorlijn Nezamyslice – Olomouc betekent) is een spoorlijn in Tsjechië. De lijn verzorgt, samen met spoorlijn 300 de verbinding van Brno met Olomouc. Lijn 301 loopt van de vlek Nezamyslice, via Prostějov, naar Olomouc, de hoofdstad van de gelijknamige regio. De lijn is in 1870 in gebruik genomen. Over het traject rijden verschillende stop- en sneltreinen. Over de lijn rijdt de Tsjechische staatsmaatschappij České dráhy.

## Galerij

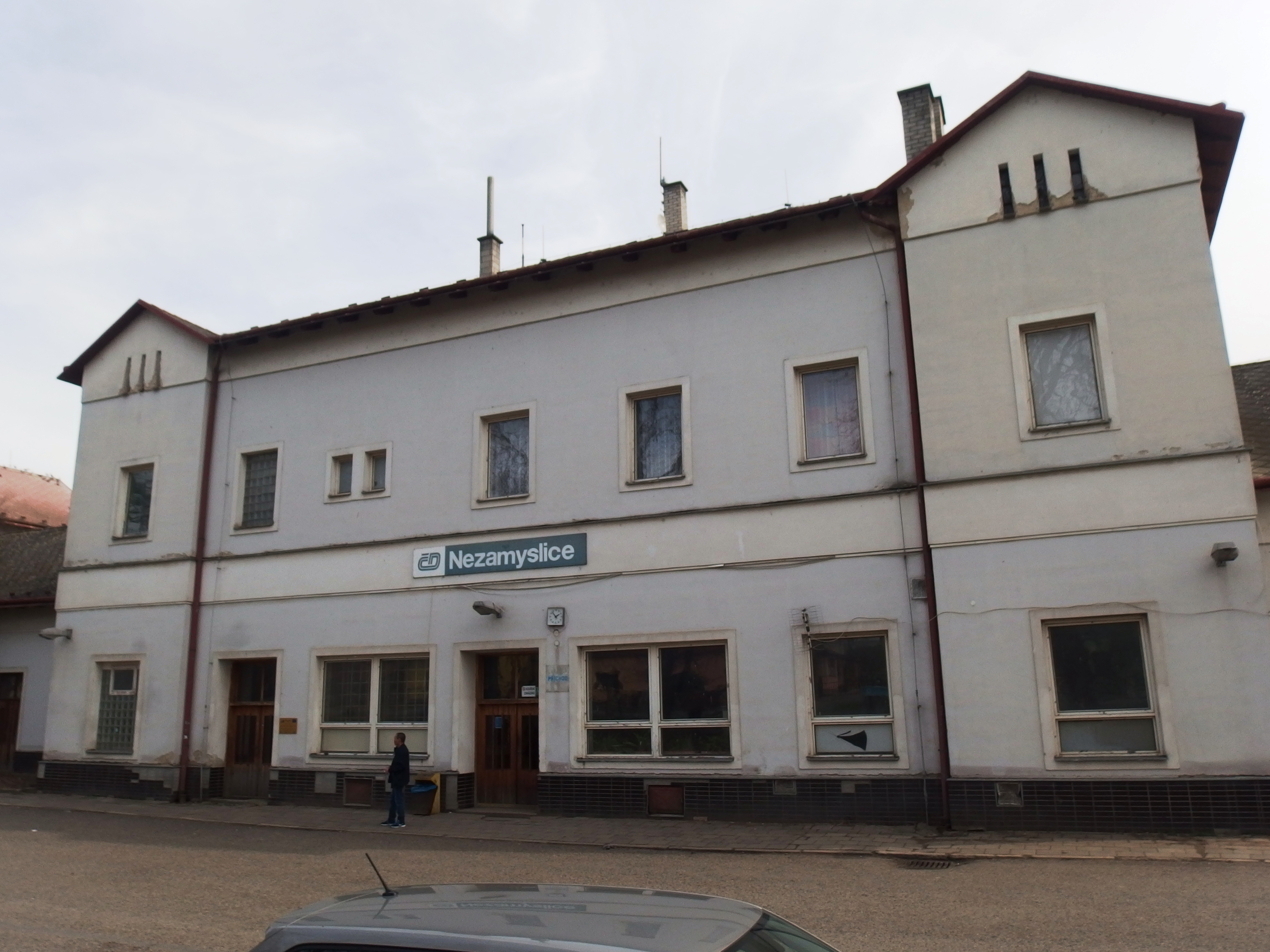
Nezamyslice, het beginpunt van de lijn
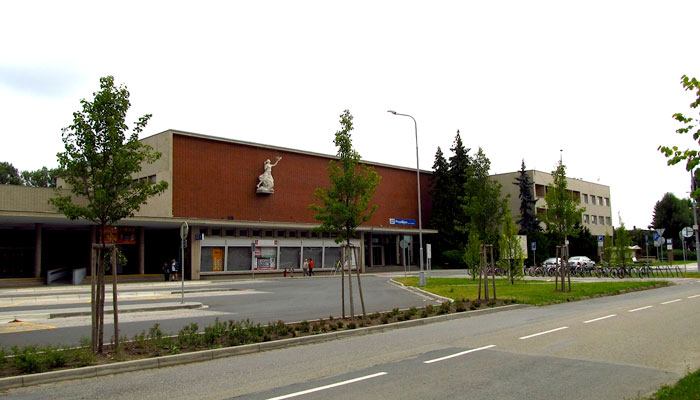
Prostějov hlavní nádraží, een overstapstation op de lijn
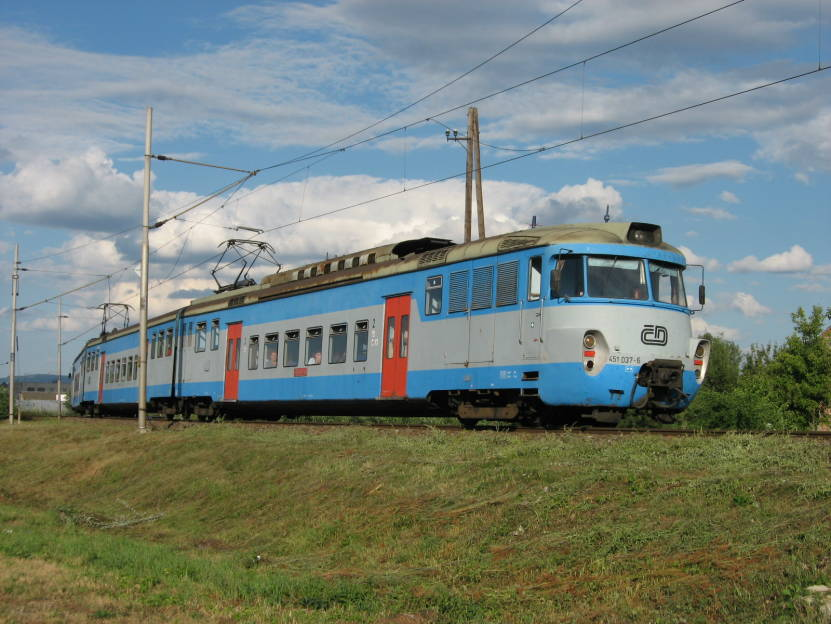
Een trein van de 451-reeks op de lijn
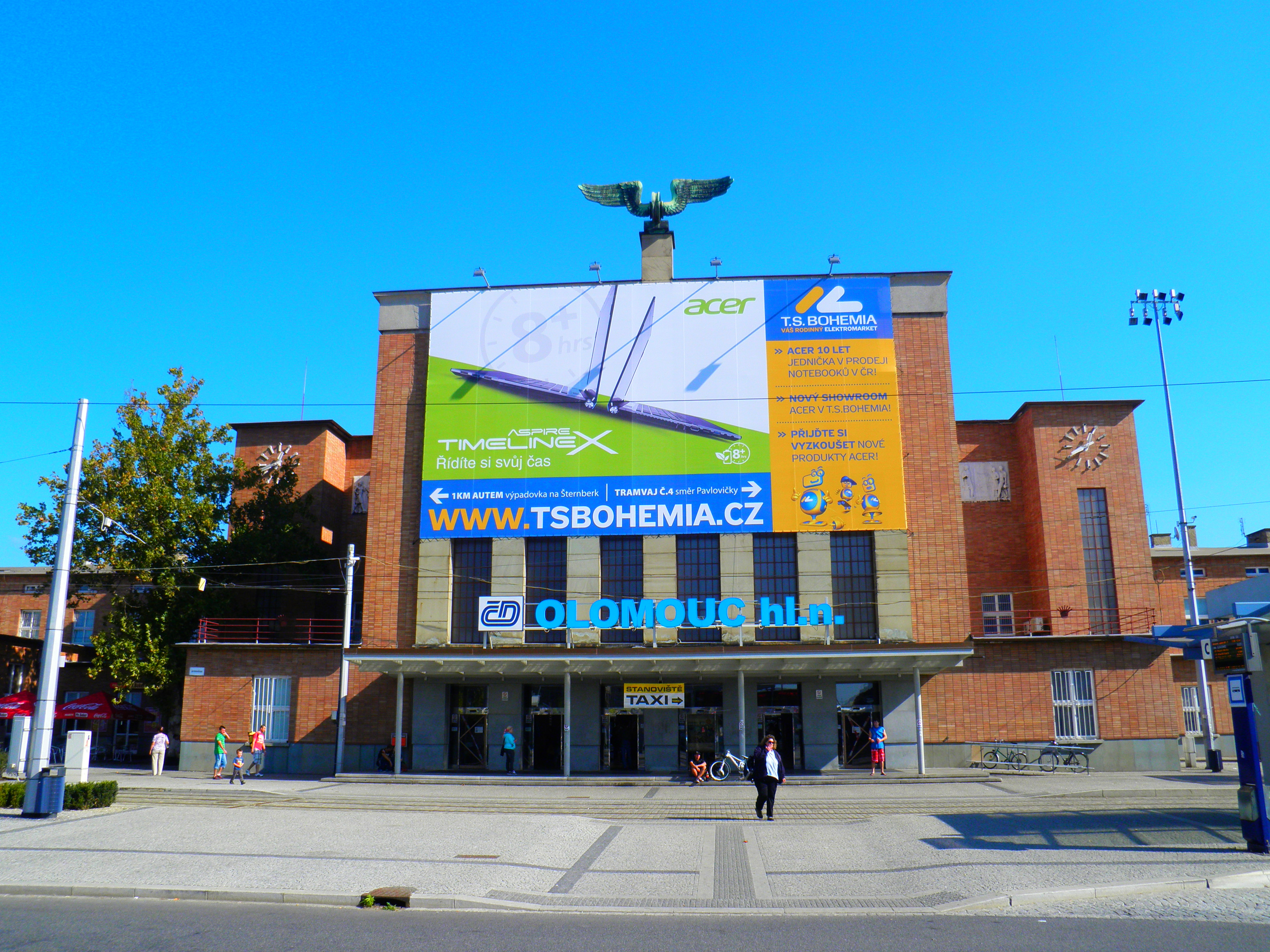
Olomouc hlavní nádraží, het eindpunt van de lijn